# 天津町
天津町（あまつまち）は、千葉県安房郡（長狭郡）にかつて存在した町である。
1889年（明治22年）、町村制の施行に伴い設置され、昭和の大合併に伴い廃止された。

## 地理
現在の鴨川市域の東部に位置する。南は太平洋に面し、北には清澄山系が連なる。町域のほとんどが房総丘陵に含まれる山がちな地形である。
現在の鴨川市域を、鴨川市成立時およびその後の合併時の町村によって4地区に区分する場合、「天津小湊地区」の一部に位置付けられており、その西部にあたる。鴨川市域を町村制施行当時の町村（旧町村）によって12地区に区分する場合は「天津地区」とされ、現在の大字では天津（あまつ）・浜荻（はまおぎ）・浜荻元東飛地・清澄（きよすみ）・四方木（よもぎ）が含まれる。
1926年（大正15年）時点の天津町は、東に湊村（のちの小湊町）、西に東条村、北は君津郡亀山村・夷隅郡老川村と接していた:1101。当時、町は天津・浜荻・清澄の3区に分けていた:1101。なお、天津区はさらに引土・芝・城戸・浜・中・宿・谷・新の8町に、浜荻区は西・仲・東の3町に分けられていた:1101。
清澄山の北西に広がる四方木はもと上総国に含まれ、明治の町村制施行以来望陀郡（のち君津郡）亀山村に属していた地区である。四方木が天津町に属していたのは、1954年6月の編入から、1955年2月に天津町自体が合併により廃止されるまでの半年間である。

## 歴史

### 前近代
清澄山（きよすみやま）の清澄寺（せいちょうじ）は平安時代に開かれた山岳信仰の寺で、日蓮がこの寺で出家得度し、また立教開宗を行った寺として知られている。清澄地区は江戸時代以前に村は置かれず、清澄寺の境内であった:1101。
天津は、古くは東条郷天津村を称した:1101。天津村は、江戸時代初期に紀伊国の漁民が移住してイワシ漁を始めたといい、漁業の拠点として著名であった。天津港は、江戸時代には東廻海運の避難港としても使われた。
浜荻は、古くは東条郷東条村の一部で:1101、元和6年（1620年）に東条村から分村し浜荻村として成立した。
元文4年（1739年）5月、ロシアの日本探検船団の一隻が僚船とはぐれ、天津村の沖合に停泊。地元漁民がロシア船員を招いてもてなし、航海に必要な水を提供した（元文の黒船参照）。北海道を除いた場合の日本本土へのロシア人の初上陸である。

### 近代以後
1878年（明治11年）、千葉県に郡区町村編制法が施行されると、浜荻村、清澄村はそれぞれ単独で戸長役場を置いた。天津村は坂本村との連合戸長役場を置いたが、1881年（明治14年）に坂本村は天津村に編入された。1884年（明治17年）に戸長役場の管轄変更が行われた際、天津村・清澄村が連合した。
1889年（明治22年）、町村制の施行にともない、天津村・浜荻村・清澄村が合併し、天津町が発足。天津村が著名であるからこれを新村名とし、また家屋が連接して市街を形成していることから町とした。この際、浜荻村内にあった東村の飛地と、東村内にあった浜荻村の飛地が交換された。
1929年（昭和4年）、房総線（現在の外房線にあたる）の上総興津駅 - 安房鴨川駅間が延伸開業し、安房天津駅が開業した。
1953年（昭和28年）5月7日、昭和天皇が町内に行幸。東京大学演習林、天津漁港を視察。
1954年（昭和29年）、君津郡亀山村は久留里町・松丘村と合併して新自治体上総町を形成したが、この際に亀山村大字四方木は天津町に編入された。1955年、小湊町と合併して天津小湊町の一部となり消滅した。

### 町域の変遷
- 1889年（明治22年）4月1日 - 町村制施行により、天津村・浜荻村・清澄村が合併し長狭郡天津町が発足。
- 1897年（明治30年）4月1日 - 長狭郡が平郡・朝夷郡とともに安房郡に編入。同郡天津町となる。
  - 同日、亀山村は望陀郡が周淮郡・天羽郡とともに合併し君津郡が発足。同郡の所属となる。
- 1954年（昭和29年）6月1日 - 亀山村の大字四方木を編入。
- 1955年（昭和30年）2月11日 - 小湊町と合併し天津小湊町が発足。同日天津町廃止。

変遷表
| 1868年 以前 | 1868年 以前 | 1868年 以前 | 明治14年 | 明治22年 4月1日 | 明治30年 4月1日 | 明治30年 4月1日 | 昭和29年 6月1日 | 昭和30年 2月11日 | 平成17年 2月11日 | 現在   |
| ----------- | ----------- | ----------- | -------- | --------------- | --------------- | --------------- | --------------- | ---------------- | ---------------- | ------ |
| 長狭郡      |             | 天津村      | 天津村   | 天津町          | 安房郡 に編入   | 天津町          | 天津町          | 天津小湊町       | 鴨川市           | 鴨川市 |
| 長狭郡      | 根本村      |             | 天津村   | 天津町          | 安房郡 に編入   | 天津町          | 天津町          | 天津小湊町       | 鴨川市           | 鴨川市 |
| 長狭郡      | 浜荻村      |             |          | 天津町          | 安房郡 に編入   | 天津町          | 天津町          | 天津小湊町       | 鴨川市           | 鴨川市 |
| 長狭郡      | 清澄村      |             |          | 天津町          | 安房郡 に編入   | 天津町          | 天津町          | 天津小湊町       | 鴨川市           | 鴨川市 |
| 望陀郡      |             | 四方木村    | 四方木村 | 亀山村 の一部   | 君津郡 が発足   | 亀山村 の一部   | 天津町 に編入   | 天津小湊町       | 鴨川市           | 鴨川市 |

## 人口・世帯

### 人口
総数 [単位： 人]
| 1891年（明治24年） | 7,231 |
| 1925年（大正14年） | 6,638 |
| 1950年（昭和25年） | 8,021 |

### 世帯
総数 [単位： 世帯]
| 1954年（大正14年） | 1,515 |
| 1950年（昭和25年） | 1,705 |

## 歴代町長
- 四宮喜三郎（一期） 明治22年５月13日〜明治25年9月
- 小沢直光 明治25年11月16日〜明治32年11月28日
- 相川織江 明治33年3月6日〜明治36年4月20日
- 織田慶如 明治36年6月1日〜明治44年5月31日
- 斎藤半左衛門 明治44年9月26日〜大正7年11月15日
- 辰野利三郎（一期）大正8年1月27日〜大正13年4月7日
- 四宮喜三郎（二期）大正13年9月28日〜昭和2年6月13日
- 辰野利三郎（二期）昭和2年7月1日〜昭和5年4月10日
- 宇都宮節蔵 昭和5年10月12日〜昭和5年10月30日
- 武津為世 昭和5年12月5日〜昭和12年5月19日
- 高浜三四郎 昭和12年8月31日〜昭和19年10月16日
- 関君平 昭和19年10月20日〜昭和20年12月31日
- 四宮長喜 昭和21年1月1日〜昭和23年4月13日
- 今井三郎 昭和23年5月12日〜昭和30年2月10日

## 経済
1888年（明治21年）に記された分合取調文書によれば、清澄村は農業で、他の村は漁業と農業が主であったとある。
1926年（大正15年）の『安房郡誌』によれば、天津町は漁業を主とし、商業・農業がこれに次ぐという:1102。海産物としてはイワシ・カツオ・ヒラメ・サバ・サンマが挙げられ、水産加工品としてイワシの煮干し、鰹節、干しイワシが列挙されている:1102。このほか林産資源として松・杉の材木や、薪炭が挙げられている:1102。

## 交通

### 鉄道
- 日本国有鉄道（ → 東日本旅客鉄道）
  - ■房総東線（ → 外房線）
    - 安房天津駅

### 道路
- 二級国道
  - 国道128号

## 名所・旧跡・祭事
- 天津神明宮（天津） - 旧社格は郷社
- 清澄寺（清澄）[3]:1102
  - 清澄の大スギ - 1924年（大正13年）、国指定天然記念物
- 農科大学演習林[3]:1102
- 日澄寺（天津） - 工藤氏の館跡である天津城址に建てられたとされる。
- 明神ノ鯛（天津） - 天津漁港沖の岩礁「明神礁」付近のクロダイ生息地。1935年（昭和10年）、県指定天然記念物
- 葛ヶ崎城址[3]:1102